# GHI Bronx Tennis Classic 2004
Il GHI Bronx Tennis Classic 2004 è stato un torneo di tennis facente parte della categoria ATP Challenger Series nell'ambito dell'ATP Challenger Series 2004. Il torneo si è giocato a Bronx negli Stati Uniti dal 16 al 22 agosto 2004 su campi in cemento.

## Vincitori

### Singolare
Julien Jeanpierre ha battuto in finale  Peter Wessels con il punteggio di 7–6(4), 3–6, 6–3

### Doppio
Huntley Montgomery /  Tripp Phillips hanno battuto in finale  Igor' Kunicyn /  Uros Vico con il punteggio di 7–6(6), 6(8)–7, 6–2